# Сеймский региональный ландшафтный парк
«Сеймский региональный ландшафтный парк» (укр. Сеймський регіональний ландшафтний парк) — региональный ландшафтный парк, расположенный на территории Бурынского, Конотопского, Кролевецкий и Путивльского районов (Сумская область, Украина); крупнейший по площади природоохранный объект Сумской области.
Площадь — 98 857,9 га.

## История
Парк был создан решением Сумской облгосадминистрации от 14.12.1995 № 237. В состав парка были включены такие объекты ПЗФː Мутинский заказник ландшафтный местного значения (347,2 га), ботанический памятник природы Новослободские дубы местного значения (0,04 га), заповедное Урочище Драгомировщина местного значения (6,5 га), зоологический памятник природы общегосударственного значения Урочище Боромля (55,0 га),

## Описание
Природоохранный объект создан с целью охраны поймы реки Сейм. Региональный ландшафтный парк включает пойму (шириной 2—5 км) и надпойменную террасу реки Сейм от административной границы с Черниговской областью до дороги Р44 (от села Чумаковка на юге до села Банычи на севере через Путивль). Местность расчленена меандрированным руслом Сейма и множеством стариц. Парк в Конотопском районе занимает участок 30 865,4 га, Кролевецком — 24 664,6 га, Путивльском — 36 210,6 га, Бурынском районе — 7 117,3 га.
Ближайший населённый пункт — Конотоп, Путивль, Кролевец.

## Природа
Растительность представлена сосновыми, дубовыми, липово-дубовыми и кленово-дубовыми лесами, луговой и болотной типами растительности.
Является местом гнездования лесных и водоплавающих птиц. В урочище обитают косули, кабаны, бобры, заяц серый, лесная куница, барсук, речная выдра, рыжая лисица, лось. Здесь встречаются такие птицы серая цапля, грачи, скворцы, сойки, дрозды, дятлы.